# Waldemar Zakrzewski
Waldemar Zakrzewski (ur. 1937 w Pabianicach, zm. 2017) – polski pedagog, nauczyciel i działacz kulturalny.

## Życiorys
W 1961 ukończył studia na Wydziale Reżyserii Państwowej Wyższej Szkoły Teatralnej i Filmowej im. Leona Schillera w Łodzi. W 1961 osiadł w Zamościu, gdzie w latach 1961–1977 był nauczycielem w Liceum Ekonomicznym, jednocześnie w latach 1974–1977 pełniąc funkcję wicedyrektora Zespołu Szkół Ekonomicznych oraz w latach 1966–1967 kierownika Powiatowego Domu Kultury. W latach 1977–1984 piastował funkcję dyrektora Młodzieżowego Domu Kultury, a następnie w latach 1985–1994 funkcję dyrektora Państwowego Liceum Sztuk Plastycznych w Zamościu. W 1994 przeszedł na emeryturę.
Był założycielem Młodzieżowego Teatru Aktualności w Zamościu, przemianowanego następnie na Teatr Młodych, którym kierował w latach 1962–2013. Jako reżyser wystawił 115 widowisk pełnospektaklowych, był autorem scenariusz do 18 widowisk zrealizowanych przez jego teatr, a także realizatorem 50 widowisk plenerowych w tym między innymi na Polach grunwaldzkich, oraz na terenie budowy centrum Zdrowia Dziecka. Wraz z Teatrem Młodych występował także w Niemczech i Belgii. Był inicjatorem Międzynarodowych Spotkań Młodego Teatru, w których uczestniczyły także zespoły zagraniczne z Austrii, Belgii i Niemiec. Waldemar Zakrzewski był także założycielem i prezesem Zamojskiego Stowarzyszenia Kulturalnego w Zamościu oraz działaczem harcerskim.

## Wybrane odznaczenia
- Krzyż Kawalerski Orderu Odrodzenia Polski[1],
- Złoty Krzyż „Za Zasługi dla ZHP”[1],
- Medal Komisji Edukacji Narodowej[1],
- Medal im. dr. Henryka Jordana[1],
- Medal „Za zasługi dla województwa zamojskiego”[1].